# 泣きたい私は猫をかぶる
『泣きたい私は猫をかぶる』（なきたいわたしはねこをかぶる）は、スタジオコロリド制作による日本の長編アニメーション映画。2020年6月18日16時よりNetflixにて全世界独占配信された。略称は『泣き猫』。
監督は佐藤順一と柴山智隆、脚本は岡田麿里、主演は志田未来と花江夏樹。第24回文化庁メディア芸術祭アニメーション部門優秀賞受賞作品。

## 公開に至る経緯
本作は当初、東宝映像事業部が2020年6月5日の公開を予定していた。
2020年4月2日、新型コロナウイルス感染症（COVID-19）の感染拡大により、全国同時での発売が困難と判断して翌日から予定されていた劇場前売券発売を延期することを発表した。この時点では、公開日については変更しないとしていた。しかし4月27日になって、新型コロナウイルス感染症の状況により、公開日の延期が発表された。2020年4月29日、劇場公開はせずに全世界でNetflixが独占配信すると発表された。
その後、2020年9月になって、同年10月より作品の舞台である常滑市（イオンシネマ常滑）を皮切りに京都市（出町座）、東京都世田谷区（下北沢トリウッド）で公開されることが発表された。10月31日の時点では青森県・岩手県・宮城県・山形県・福島県・千葉県・栃木県での上映が新たに決定している。

## あらすじ
愛知県常滑市に住む14歳の笹木美代は、その奔放な行動・言動で周囲から「無限大謎人間」略して「ムゲ」と呼ばれていた。美代は好意を抱いているクラスメイトの日之出賢人に連日話しかけていたが、素っ気ない反応しかなく、親友の深瀬頼子に心配されるほどだった。だが、美代には秘密があった。夏祭りの夜に言葉を話す猫の妖怪（猫店主）からもらった「猫になれる仮面」で、白猫になり、その姿で賢人の元に出向いて、私生活を見聞していたのだ。その白猫を賢人は「太郎」と名付けてかわいがり、美代はそこで見知った賢人の姿にさらに恋慕を募らせていた。
美代が賢人を慕うのは、その家庭事情が影響していた。母は美代の小学生時代に離婚して家を離れ、父と暮らす自宅には家事の手伝いとして薫という女性が住むようになっていた。自宅に居場所がないと感じる美代は、賢人と一緒になって家を出たいと考えていた。
ある日、賢人の噂話をする同級生の坂内に、美代は食ってかかる。その拍子に弁当を落としてしまい、見かねた賢人から手作りの弁当を分けてもらって一緒に食事をした。賢人の笑顔をもっと見たいと、美代は放課後に猫になって賢人の家に赴くが、そこでは家業を巡る会話が交わされて賢人は落ち込んでいた。その場には入れず、帰宅してからもう一度猫の姿で賢人に会う。そのとき賢人は「（美代のように）思っていることをはっきり言えればいいのに」とつぶやいた。思いも寄らない言葉に美代は、自分に力をくれた賢人の力になりたいと、家に戻って手紙を書く。
翌日、美代が渡そうとした手紙を坂内が奪って勝手に読み上げる。手紙は賢人が取り返すが、「俺とおまえは違う。それにそういうの押しつけてくる奴は大嫌いなんだ」と怒りながら手紙を握り潰して美代に話した。美代は落ち込んで帰宅する。そこに薫から同居していることへの感想を聞かれ、美代は「気にしていない」と愛想笑いで返すも、いつもそうした態度を示すことに疑問を呈されて、「大人は勝手すぎる」と両親や薫への憤懣をぶちまけた。家を飛び出した美代は猫になって賢人のところに行く。美代はそのまま猫の姿で賢人の家で夜を明かし、翌朝「猫なら学校に行かなくてもいい」と気づいて「もう美代はいいや」と思ったとき、人間の仮面が転がり落ちる。そこに猫店主が出現して、完全に猫になる前に人間の仮面を付ければ元に戻れると言いながら、人間の仮面を持って消えてしまう。
美代が失踪して、美代の父と薫は学校に相談に行く。そこに賢人と頼子も呼ばれ、美代が消えたことを知る。賢人は帰宅後に美代を探しに出かけ、猫の美代もそれに同行した。その場で賢人は美代のことを何も知らなかった、謝らないととつぶやくが美代にはその声が切れ切れに聞こえた。完全な猫になりつつあると美代は気づく。
ところが美代が猫になったままの間に、学校に美代が登校する。行動や言動が以前の美代とは違うと周囲は訝る。偽物の正体は薫の飼い猫であるきなこだった。きなこは、薫への恩返しとして長く一緒にいるために仮面を手に入れて人間になったと美代に話し、美代の寿命を猫店主と自分で折半することになっているのだと言う。ようやく見つけた猫店主から次の夏祭りに美代が完全な猫になると聞かされ、その後を追って空の上にある、猫だけにしか見えない「猫島」に美代は足を進めた。そこで元人間だった猫住民と出会い、人間に戻るよう告げられる。
次の夏祭りの日、きなこは「猫のきなこ」を案じる薫を見て、猫としての自分が愛されていたことに気づく。きなこは賢人の家に出向いて自分の正体を明かし、本物の美代がどうなっているのかも話した。きなこは薫が自分を心配する姿を見て猫に戻る気になったと述べ、誰からも愛されていないと感じている美代を助けられるのは賢人だけだと話す。賢人はきなことともに「猫島」に向かう。
きなこは賢人に適当な猫の仮面を被せ、賢人は手（上腕部）だけが猫という姿になるが、「猫島」では猫として過ごせるようになる。しかし、二人は猫店主に閉じ込められてしまう。賢人たちは猫住民と美代に救出されたが、希望が見出せない美代はきなこから返された仮面をかぶっても人間に戻ることができない。猫店主は美代の仮面と寿命を奪おうと襲い掛かるも、猫住民たちが猫店主を抑え込んでいる隙に、美代、賢人、きなこは人間界に帰還。人間の姿に戻った美代と賢人は互いに告白し両想いになるのだった。

## 登場人物
笹木美代
声 - 志田未来
本作の主人公。通称ムゲ。愛知県常滑市に住む中学2年生。
空気の読めない性格に見えるが、実は周りに気を使っている。
普段から裸足の上に靴を履いている。上履きやローファーも素足履きである。
興味のない周囲の人間をかかしのように思うことがあり、本編の画面でもこれをそのまま視覚化した描写がある。
日之出賢人
声 - 花江夏樹
美代の同級生。家は陶芸工房を営む。父は死亡しており、祖父・母・姉の4人家族で暮らしている。
努力家で母からは進学校に入ることを期待されて学習塾にも通っている。自身は陶芸家への志望があるものの、言い出せないでいる。
以前は「太郎」という犬を飼っており、自分の前に現れた白いノラ猫（正体は美代）に同じ名前をつけた。
深瀬頼子
声 - 寿美菜子
小学生時代からの美代の親友。美代から「ヨリちゃん」と呼ばれている。
態度が悪いときもあるが美代のそばにいつもいてとても友達思い。両親の離婚が原因で美代がいじめられていたときも寄り添った。
伊佐美正道
声 - 小野賢章
賢人の親友。
坂内翔太
声 - 駒田航
美代や賢人の同級生。賢人の成績を「カンニング」と疑い陰口を叩いたり、美代が賢人に渡す手紙を奪って勝手に読み上げた。小説版では美代の視点で「口が気障ったらしくて嫌味なやつ」と表現されている。
新堀歩
声 - 永野由祐
坂内の友人で美代たちの同級生。坂内の行動に追従する。小説版では坂内同様、美代の視点で「口が気障ったらしくて嫌味なやつ」と表現されている。
笹木洋治
声 - 千葉進歩
美代の父親。市役所勤務。
美代が小学生の頃に美紀と離婚し、その後美代と同居しながら薫に家事を手伝わせている。
水谷薫
声 - 川澄綾子
きなこの飼い主。笹木家に同居して家事を手伝っている女性。
きなこがいなくなったときには、ポスターまで貼って探した。
美紀からは、美代のことが理解できると思えないというメールを送られていた。
斎藤美紀
声 - 大原さやか
美代の母親。美代が小学生の頃に洋治と離婚している（美代は自分を捨てて出て行ったと思っている）が比較的近くに住んでおり、美代とも会う機会がある。
彼女の作る里芋の煮っころがしが美代の大好物だった。
美代の「失踪」のときには笹木家に現れ、薫と取っ組み合いの喧嘩になる。
日之出賢三
声 - 清川元夢
賢人の祖父で陶芸職人。陶芸を賢人に教えており、賢人も憧れを抱いている。
日之出幸子
声 - 篠原恵美
賢人の母。賢三が高齢になったのを機に工房を閉めようとする。
日之出優美
声 - 北川里奈
賢人の姉。坂口に密かに好意を抱いている。
坂口智也
声 - 浪川大輔
賢人の自宅の陶芸工房で働く青年。喫煙者。
楠木先生
声 - 小木博明
美代の担任の先生。
猫店主
声 - 山寺宏一
美代に猫の仮面を渡した物語のキーパーソン。美代から「お面屋」と呼ばれている。
きなこ
声 - 喜多村英梨
薫の飼い猫。薫にしか懐かない。美代の「人間の仮面」を手に入れて美代になりすました。
おばさん
声 - 有賀由樹子
溝口詩織
声 - 引坂理絵
谷田貝実里
声 - 田村奈央
カキヌマ
声 - 三木眞一郎
猫島で暮らしている猫住民。
タマキ
声 - 佐久間レイ
猫島で暮らしている猫住民。
スギタ
声 - 吉田ウーロン太
猫島で暮らしている猫住民。
ハジメ
声 - 落合福嗣
猫島で暮らしている猫住民。
安原弘幸
声 - 越後屋コースケ
本宮誠
声 - 松田裕市
桐島眞子
声 - 佐伯美由紀
細見奈央
声 - 米本早希
土井醇子
声 - 大平あひる
佐藤涼介
声 - 佐藤愁貴
清須太郎
声 - 南須原亮

## スタッフ
- 監督 - 佐藤順一、柴山智隆[2]
- 脚本 - 岡田麿里[2]
- 音楽 - 窪田ミナ
- キャラクターデザイン - 池田由美
- 演出 - 清水勇司
- 作画監督 - 加藤ふみ、横田匡史、永江彰浩、村山正直、薮本和彦、石川準、藤巻裕一、植村淳、小峰正頼、橋本尚典、石舘波子、加藤万由子、小野田貴之、田澤潮
- 美術監督 - 竹田悠介、益城貴昌
- 色彩設計 - 田中美穂
- CGディレクター - さいとうつかさ
- 撮影監督 - 松井伸哉
- 編集 - 西山茂
- 制作 - スタジオコロリド[2]
- 企画 - ツインエンジン[16]
- 製作 - 「泣きたい私は猫をかぶる」製作委員会（フジテレビジョン、ツインエンジン、FCC、東宝、ユニバーサルミュージック、KDDI、KADOKAWA、BSフジ、電通名鉄コミュニケーションズ）

## 主題歌
主題歌「花に亡霊」と挿入歌「夜行」とエンドソング「嘘月」は、ヨルシカによる書き下ろし楽曲であり、n-bunaが作詞・作曲・編曲を手掛けている。

## 舞台設定
常滑市内の各所が舞台として使用されている。季節については、賢人の部屋に7月のカレンダーが架けられている。
舞台となった常滑市では、2020年8月1日と2日に市内の小中学生を対象とした上映会が実施され、10月2日から市内のイオンシネマ常滑で上映された。この上映は全国の映画館では最初である。また、市内でスタンプラリーなどの取り組みもおこなわれている。

## 派生作品（書誌）
ノベライズ
- 岩佐まもる『泣きたい私は猫をかぶる』、KADOKAWA〈角川文庫〉、2020年5月22日発売[24]、ISBN 978-4-04-109601-7
- 岩佐まもる（文）・永地（挿絵）『泣きたい私は猫をかぶる』、KADOKAWA〈角川つばさ文庫〉、2020年6月12日発売[25]、ISBN 978-4-04-632015-5

コミカライズ
『コミックNewtype』にて連載。
- 黒丸恭介『泣きたい私は猫をかぶる』、KADOKAWA〈角川コミックス・エース〉、全3巻
  1. 2020年6月10日発売[26]、ISBN 978-4-04-109619-2
  2. 2020年12月10日発売[27]、ISBN 978-4-04-110809-3
  3. 2021年3月25日発売[28]、ISBN 978-4-04-111181-9

## 関連書籍
- 『泣きたい私は猫をかぶる オフィシャルガイドブック』KADOKAWA、2020年9月

## 評価
英語の映画評価レビューサイトRotten Tomatoesでは、2020年8月の時点で14レビューのレーティングは94%、平均ポイントは7.69/10となっている。

## 賞歴
- 「Asian Academy Creative Awards（AAA's）」最優秀アニメーション作品賞[30]。
- 第24回文化庁メディア芸術祭アニメーション部門優秀作品賞[5]

## テレビ放送
| 回 | 放送日        | 放送時間（JST）   | 放送局              | 放送枠   | 視聴率 | 備考                           |
| -- | ------------- | ----------------- | ------------------- | -------- | ------ | ------------------------------ |
| 1  | 2022年9月18日 | 日曜22:00 - 23:54 | テレビ東京系列全6局 | （なし） |        | 『雨を告げる漂流団地』公開記念 |
| 2  | 2024年5月19日 | 日曜19:00 - 20:55 | TOKYO MX            |          |        |                                |